# Morris Abraham Cohen
Morris Abraham Cohen, més conegut com a Two-Gun Cohen, (Londres o Radzanw, Polònia, 1887 -Salford, Anglaterra, 11 de setembre de 1970) fou un aventurer britànic i canadenc d'origen jueu que va ser ajudant de camp de Sun Yat-sen. El seu sobrenom "Dues Pistoles" era degut a la seva habilitat disparant amb les dues mans.
Era fill d'emigrants pobres polonesos. De nen, en baralles amb els més grans no es va deixar intimidar. Cosa que va afavorir a que es dediqués a la boxa. Freqüentà ambients lumpen i va ser enviat a un reformatori per petits furts, motiu pel qual el seu pare l'envià al Canadà però abandonà la granja un treballava i es va fer bandoler. Arran del contacte amb xinesos revolucionari va participar en el moviment encapçalat per Sun Yat-sen i a partir de la seva mort, el 1925, col·laborà amb Chiang Kai-shek, malgrat que només parlés una espècie de pinyin. Es va dedicar a la compra d'armes per a l'exèrcit nacionalista. S'havia dedicat, també, a ensenyar l'ús d'armes i defensa personal a revolucionaris xinesos al Canadà. I es va dedicar a negocis immobiliaris. Participà en la Primera Guerra Mundial amb les tropes canadenques del ferrocarril. Tornà al Canadà però va tenir dificultats amb els seus negocis i va anar a la Xina. El 1922, va fer gestions per a la construcció d'una línia de tren en aquest país.
Amb la invasió japonesa Cohen va ser empresonat i més va ser alliberat per un intercanvi de presoners. Tornà al Canadà on es va casar (i més endavant el seu matrimoni va acabar en divorci). Quan a l'ONU es va tractar de la divisió de Palestina va fer gestions davant la delegació de la Xina (nacionalista) per evitar el seu vot en contra. Tornà a Gran Bretanya on va morir.